# Geoxus
Geoxus es un género de roedores de la familia de los cricétidos, integrado por cuatro especies, las que habitan en bosques templados y fríos del sudoeste del Cono Sur de Sudamérica.

## Taxonomía
Descripción original
Este género fue descrito originalmente en el año 1919 por el zoólogo británico Oldfield Thomas, gracias a unos ejemplares colectados en el noroeste de la Patagonia argentina por Emilio Budin, un profesional de ese país que trabajó a las órdenes de Thomas. A este género asignó las especies Geoxus michaelseni, Geoxus microtis, Oxymycterus valdivianus (una especie ya descrita por el sabio y naturalista alemán —radicado en Chile— Rodulfo Amandus Philippi Krumwiede) y la especie tipo Noxus fossor, que posterriormente se incluyó en la sinonimia de la especie descrita por Philippi (llamada hoy Geoxus valdivianus), la cual por mucho tiempo se consideró la única del género.
Subdivisión
Este género se compone de 4 especies:
- Geoxus valdivianus (Philippi, 1858)
- Geoxus annectens (Patterson, 1992)
- Geoxus lafkenche Teta & D’ Elía, 2016[2]
- Geoxus michaelseni (Matschie, 1898)[3]

Historia taxonómica
Hasta 2016 se creía que este género era monotípico, con la única especie: Geoxus valdivianus. Sin embargo, en una publicación que dieron a conocer ese año, los mastozoólogos Pablo Teta, Carola Cañón, Bruce D. Patterson y Ulyses F. J. Pardiñas, evaluaron las relaciones filogenéticas dentro de la tribu Abrotrichini a través de la morfología e información molecular, para establecer las relaciones filogenéticas dentro de la misma. Para conciliar la clasificación taxonómica con la filogenia obtenida, sinonimizaron al género Pearsonomys en Geoxus, por lo que su única especie (Pearsonomys annectens) la cual había sido descrita en 1992 por Bruce D. Patterson, pasó a llamarse Geoxus annectens. En el año 2005, se había publicado que sobre la base de datos moleculares, ambas especies estaban cercanamente emparentadas.
En 2016 también se rehabilitó como especie plena a G. michaelseni y se describió para la ciencia a G. lafkenche.

## Distribución geográfica y hábitat
Sus especies se distribuyen en el extremo sur de América del Sur. Es un género endémico del sudoeste de la Argentina y del centro y sur de Chile. 
Geoxus annectens es endémica de los bosques templados de la cordillera de la Costa en el centro-sur de Chile. Geoxus valdivianus tiene una distribución más amplia, cubriendo desde la Región de Ñuble por el norte (incluyendo la isla Mocha y la isla Grande de Chiloé), hasta Aysén. Desde Aysén hacia el sur, hasta la costa norte del Estrecho de Magallanes (Provincia de Magallanes, Región de Magallanes y de la Antártica Chilena) habita Geoxus michaelseni. Finalmente, G. lafkenche es endémica de los bosques de la isla Guafo, al sudoeste de la isla Grande de Chiloé.
Habitan en rangos altitudinales comprendidos desde el nivel del mar hasta la línea superior del bosque, en el ecosistema del bosque valdiviano y subantártico, dominados por especies arbóreas del género Nothofagus. Geoxus valdivianus es más adaptable, ya que puede también explotar ambientes de arbustos y mallines asociados y hasta forestaciones de Pinus contorta.